# COVID-19-Pandemie in Katar
Die COVID-19-Pandemie in Katar tritt als regionales Teilgeschehen des weltweiten Ausbruchs der Atemwegserkrankung COVID-19 auf und beruht auf Infektionen mit dem Ende 2019 neu aufgetretenen Virus SARS-CoV-2 aus der Familie der Coronaviren. Die COVID-19-Pandemie breitet sich seit Dezember 2019 von China ausgehend aus. Ab dem 11. März 2020 stufte die Weltgesundheitsorganisation (WHO) das Ausbruchsgeschehen des neuartigen Coronavirus als Pandemie ein.

## Verlauf
Am 27. Februar 2020 wurde der erste COVID-19-Fall in Katar bestätigt. In den WHO-Situationsberichten tauchte dieser Fall erstmals am 1. März 2020 auf.
Einen Monat später, im WHO-Bericht vom 3. April 2020, waren es bereits über 1.000 Infizierte. Die Zahl stieg danach schnell weiter an: Am 19. April waren es über 5.000, am 27. April über 10.000 und am 29. Mai über 50.000 Covid-19-Fälle. Der erste Todesfall wurde am 29. März von der WHO in den Bericht aufgenommen. Nach einem Monat waren es 10, nach zwei Monaten 33 Todesfälle.

## Maßnahmen
Seit dem 17. Mai 2020 sind alle Menschen, die ihr Haus verlassen, verpflichtet, Gesichtsmasken zu tragen. Ein Verstoß kann mit Strafen bis zu 51.000 € oder drei Jahren Gefängnis geahndet werden. Katar war eines der ersten Länder, in denen eine Corona-App entwickelt wurde, mit der Infektionsketten zurückverfolgt werden konnten. Die Nutzung dieser App war für die Bevölkerung verpflichtend.

## Statistik
Die Fallzahlen entwickelten sich während der COVID-19-Pandemie in Katar wie folgt:

Anzahl der bestätigten Infektionen (blau) und Todesfälle (rot) nach Angaben des ECDC. Logarithmische Darstellung der y-Achse.

### Infektionen

Bestätigte Infizierte in Katar nach Daten der WHO. Oben kumuliert, unten Tageswerte

### Todesfälle

Bestätigte Todesfälle in Katar nach Daten der WHO. Oben kumuliert, unten Tageswerte

### Tests
Bis zum 19. August 2020 wurden 566.013 Tests durchgeführt. An diesem Tag waren es um die 5.000 Tests.